# Eleições autárquicas portuguesas de 1993 no distrito de Lisboa
| Eleições autárquicas portuguesas de 1993 Distritos: Aveiro \| Beja \| Braga \| Bragança \| Castelo Branco \| Coimbra \| Évora \| Faro \| Guarda \| Leiria \| Lisboa \| Portalegre \| Porto \| Santarém \| Setúbal \| Viana do Castelo \| Vila Real \| Viseu \| Açores \| Madeira |

## Resultados por concelho
Os resultados nos concelhos do distrito de Lisboa foram os seguintes:

### Alenquer
| Partido                 | Partido                           | Votos  | %               | +/-  | Vereadores | +/-     |
| ----------------------- | --------------------------------- | ------ | --------------- | ---- | ---------- | ------- |
|                         | Partido Socialista                | 10 495 | 54,51 / 100,00  | 3,64 | 5 / 7      | 1       |
|                         | Partido Social Democrata          | 3 814  | 19,81 / 100,00  | 1,30 | 1 / 7      | 1       |
|                         | Coligação Democrática Unitária    | 3 619  | 18,80 / 100,00  | 1,50 | 1 / 7      | Estável |
|                         | Partido Popular                   | 393    | 2,04 / 100,00   | 0,47 | 0 / 7      | Estável |
|                         | Partido da Solidariedade Nacional | 278    | 1,44 / 100,00   | Novo | 0 / 7      | Novo    |
| Votos Inválidos         | Votos Inválidos                   | 656    | 3,41 / 100,00   | 0,16 |            |         |
| Total                   | Total                             | 19 255 | 100,00 / 100,00 |      | 7 / 7      |         |
| Eleitorado/Participação | Eleitorado/Participação           | 29 328 | 65,65 / 100,00  | 2,35 |            |         |

### Amadora
| Partido                 | Partido                        | Votos   | %               | +/-  | Vereadores | +/-     |
| ----------------------- | ------------------------------ | ------- | --------------- | ---- | ---------- | ------- |
|                         | Coligação Democrática Unitária | 30 942  | 36,96 / 100,00  | 1,57 | 4 / 11     | 1       |
|                         | Partido Socialista             | 25 960  | 31,01 / 100,00  | 3,89 | 4 / 11     | 1       |
|                         | Partido Social Democrata       | 18 789  | 22,44 / 100,00  | 3,48 | 3 / 11     | Estável |
|                         | Partido Popular                | 3 554   | 4,25 / 100,00   | 0,76 | 0 / 11     | Estável |
|                         | PCTP/MRPP                      | 1 527   | 1,82 / 100,00   | 0,68 | 0 / 11     | Estável |
| Votos Inválidos         | Votos Inválidos                | 2 942   | 3,52 / 100,00   | 0,27 |            |         |
| Total                   | Total                          | 83 714  | 100,00 / 100,00 |      | 11 / 11    |         |
| Eleitorado/Participação | Eleitorado/Participação        | 154 122 | 54,32 / 100,00  | 1,67 |            |         |

### Arruda dos Vinhos
| Partido                 | Partido                        | Votos | %               | +/-  | Vereadores | +/-     |
| ----------------------- | ------------------------------ | ----- | --------------- | ---- | ---------- | ------- |
|                         | Partido Socialista             | 1 988 | 40,10 / 100,00  | 6,79 | 2 / 5      | 1       |
|                         | Partido Social Democrata       | 1 909 | 38,51 / 100,00  | 3,62 | 2 / 5      | Estável |
|                         | Coligação Democrática Unitária | 726   | 14,65 / 100,00  | 0,40 | 1 / 5      | 1       |
|                         | Partido Popular                | 182   | 3,67 / 100,00   | -    | 0 / 5      | -       |
| Votos Inválidos         | Votos Inválidos                | 152   | 3,07 / 100,00   | 0,90 |            |         |
| Total                   | Total                          | 4 957 | 100,00 / 100,00 |      | 5 / 5      |         |
| Eleitorado/Participação | Eleitorado/Participação        | 7 735 | 64,09 / 100,00  | 3,81 |            |         |

### Azambuja
| Partido                 | Partido                        | Votos  | %               | +/-  | Vereadores | +/-     |
| ----------------------- | ------------------------------ | ------ | --------------- | ---- | ---------- | ------- |
|                         | Partido Socialista             | 4 729  | 41,29 / 100,00  | 0,43 | 4 / 7      | 1       |
|                         | Partido Social Democrata       | 2 847  | 24,86 / 100,00  | 0,71 | 2 / 7      | Estável |
|                         | Coligação Democrática Unitária | 2 193  | 19,15 / 100,00  | 7,74 | 1 / 7      | 1       |
|                         | Movimento Partido da Terra     | 787    | 6,87 / 100,00   | Novo | 0 / 7      | Novo    |
|                         | Partido Popular                | 224    | 1,96 / 100,00   | -    | 0 / 7      | -       |
|                         | PCTP/MRPP                      | 151    | 1,32 / 100,00   | 1,29 | 0 / 7      | Estável |
| Votos Inválidos         | Votos Inválidos                | 522    | 4,56 / 100,00   | 0,49 |            |         |
| Total                   | Total                          | 11 453 | 100,00 / 100,00 |      | 7 / 7      |         |
| Eleitorado/Participação | Eleitorado/Participação        | 16 956 | 67,55 / 100,00  | 3,71 |            |         |

### Cadaval
| Partido                 | Partido                        | Votos  | %               | +/-  | Vereadores | +/-     |
| ----------------------- | ------------------------------ | ------ | --------------- | ---- | ---------- | ------- |
|                         | Partido Socialista             | 4 228  | 52,51 / 100,00  | 5,94 | 4 / 7      | Estável |
|                         | Partido Social Democrata       | 2 940  | 36,51 / 100,00  | 0,79 | 3 / 7      | Estável |
|                         | Coligação Democrática Unitária | 276    | 3,43 / 100,00   | 0,35 | 0 / 7      | Estável |
|                         | Partido Popular                | 190    | 2,36 / 100,00   | 7,46 | 0 / 7      | Estável |
| Votos Inválidos         | Votos Inválidos                | 418    | 5,19 / 100,00   | 0,28 |            |         |
| Total                   | Total                          | 8 052  | 100,00 / 100,00 |      | 7 / 7      |         |
| Eleitorado/Participação | Eleitorado/Participação        | 12 099 | 66,55 / 100,00  | 2,34 |            |         |

### Cascais
| Partido                 | Partido                        | Votos   | %               | +/-   | Vereadores | +/-     |
| ----------------------- | ------------------------------ | ------- | --------------- | ----- | ---------- | ------- |
|                         | Partido Socialista             | 32 533  | 43,18 / 100,00  | 18,11 | 6 / 11     | 3       |
|                         | Partido Social Democrata       | 21 570  | 28,63 / 100,00  | 10,88 | 3 / 11     | 2       |
|                         | Coligação Democrática Unitária | 9 908   | 13,15 / 100,00  | 7,19  | 1 / 11     | 1       |
|                         | Partido Popular                | 7 497   | 9,95 / 100,00   | 0,05  | 1 / 11     | Estável |
|                         | PCTP/MRPP                      | 1 019   | 1,35 / 100,00   | 0,20  | 0 / 11     | Estável |
| Votos Inválidos         | Votos Inválidos                | 2 813   | 3,73 / 100,00   | 0,19  |            |         |
| Total                   | Total                          | 75 340  | 100,00 / 100,00 |       | 11 / 11    |         |
| Eleitorado/Participação | Eleitorado/Participação        | 140 674 | 53,56 / 100,00  | 6,29  |            |         |

### Lisboa
| Partido                 | Partido                           | Votos   | %               | +/-  | Vereadores | +/-     |
| ----------------------- | --------------------------------- | ------- | --------------- | ---- | ---------- | ------- |
|                         | PS-PCP-PEV-PSR-UDP                | 200 822 | 56,66 / 100,00  | 7,49 | 11 / 17    | 2       |
|                         | Partido Social Democrata          | 93 359  | 26,34 / 100,00  | -    | 5 / 17     | -       |
|                         | Partido Popular                   | 27 458  | 7,75 / 100,00   | -    | 1 / 17     | -       |
|                         | Movimento Partido da Terra        | 12 993  | 3,67 / 100,00   | Novo | 0 / 17     | Novo    |
|                         | PCTP/MRPP                         | 4 141   | 1,17 / 100,00   | 0,57 | 0 / 17     | Estável |
|                         | Partido da Solidariedade Nacional | 3 179   | 0,90 / 100,00   | Novo | 0 / 17     | Novo    |
| Votos Inválidos         | Votos Inválidos                   | 12 463  | 3,52 / 100,00   | 0,13 |            |         |
| Total                   | Total                             | 354 415 | 100,00 / 100,00 |      | 17 / 17    |         |
| Eleitorado/Participação | Eleitorado/Participação           | 662 797 | 53,47 / 100,00  | 1,29 |            |         |

### Loures
| Partido                 | Partido                        | Votos   | %               | +/-  | Vereadores | +/-     |
| ----------------------- | ------------------------------ | ------- | --------------- | ---- | ---------- | ------- |
|                         | Coligação Democrática Unitária | 55 057  | 34,77 / 100,00  | 1,73 | 4 / 11     | 1       |
|                         | Partido Socialista             | 53 335  | 33,68 / 100,00  | 5,64 | 4 / 11     | 1       |
|                         | Partido Social Democrata       | 34 169  | 21,58 / 100,00  | 4,61 | 3 / 11     | Estável |
|                         | Partido Popular                | 6 241   | 3,94 / 100,00   | 1,79 | 0 / 11     | Estável |
|                         | PCTP/MRPP                      | 3 913   | 2,47 / 100,00   | 0,72 | 0 / 11     | Estável |
| Votos Inválidos         | Votos Inválidos                | 5 649   | 3,57 / 100,00   | 0,40 |            |         |
| Total                   | Total                          | 158 364 | 100,00 / 100,00 |      | 11 / 11    |         |
| Eleitorado/Participação | Eleitorado/Participação        | 262 649 | 60,29 / 100,00  | 2,73 |            |         |

### Lourinhã
| Partido                 | Partido                        | Votos  | %               | +/-  | Vereadores | +/-     |
| ----------------------- | ------------------------------ | ------ | --------------- | ---- | ---------- | ------- |
|                         | Partido Socialista             | 5 095  | 41,35 / 100,00  | 8,04 | 3 / 7      | 1       |
|                         | Partido Social Democrata       | 5 082  | 41,24 / 100,00  | 1,89 | 3 / 7      | Estável |
|                         | Partido Popular                | 1 485  | 12,05 / 100,00  | 5,87 | 1 / 7      | 1       |
|                         | Coligação Democrática Unitária | 134    | 1,09 / 100,00   | 0,53 | 0 / 7      | Estável |
| Votos Inválidos         | Votos Inválidos                | 526    | 4,27 / 100,00   | 0,80 |            |         |
| Total                   | Total                          | 12 322 | 100,00 / 100,00 |      | 7 / 7      |         |
| Eleitorado/Participação | Eleitorado/Participação        | 18 740 | 65,75 / 100,00  | 1,21 |            |         |

### Mafra
| Partido                 | Partido                        | Votos  | %               | +/-  | Vereadores | +/-     |
| ----------------------- | ------------------------------ | ------ | --------------- | ---- | ---------- | ------- |
|                         | Partido Social Democrata       | 10 071 | 42,94 / 100,00  | 5,16 | 4 / 7      | Estável |
|                         | Partido Socialista             | 9 276  | 39,55 / 100,00  | 5,87 | 3 / 7      | Estável |
|                         | Coligação Democrática Unitária | 2 055  | 8,76 / 100,00   | 1,25 | 0 / 7      | Estável |
|                         | Partido Popular                | 1 155  | 4,92 / 100,00   | 0,63 | 0 / 7      | Estável |
| Votos Inválidos         | Votos Inválidos                | 898    | 3,82 / 100,00   | 0,10 |            |         |
| Total                   | Total                          | 23 455 | 100,00 / 100,00 |      | 7 / 7      |         |
| Eleitorado/Participação | Eleitorado/Participação        | 37 608 | 62,37 / 100,00  | 5,31 |            |         |

### Oeiras
| Partido                 | Partido                           | Votos   | %               | +/-  | Vereadores | +/-     |
| ----------------------- | --------------------------------- | ------- | --------------- | ---- | ---------- | ------- |
|                         | Partido Social Democrata          | 29 708  | 39,09 / 100,00  | 4,49 | 5 / 11     | 1       |
|                         | Partido Socialista                | 25 159  | 33,11 / 100,00  | 4,66 | 4 / 11     | 1       |
|                         | Coligação Democrática Unitária    | 12 000  | 15,79 / 100,00  | 2,67 | 2 / 11     | Estável |
|                         | Partido Popular                   | 4 672   | 6,15 / 100,00   | 0,71 | 0 / 11     | Estável |
|                         | Partido da Solidariedade Nacional | 786     | 1,03 / 100,00   | Novo | 0 / 11     | Novo    |
|                         | PCTP/MRPP                         | 548     | 0,72 / 100,00   | 0,10 | 0 / 11     | Estável |
|                         | Partido Renovador Democrático     | 288     | 0,38 / 100,00   | -    | 0 / 11     | -       |
| Votos Inválidos         | Votos Inválidos                   | 2 832   | 3,72 / 100,00   | 0,46 |            |         |
| Total                   | Total                             | 75 993  | 100,00 / 100,00 |      | 11 / 11    |         |
| Eleitorado/Participação | Eleitorado/Participação           | 133 260 | 57,03 / 100,00  | 4,76 |            |         |

### Sintra
| Partido                 | Partido                           | Votos   | %               | +/-  | Vereadores | +/-     |
| ----------------------- | --------------------------------- | ------- | --------------- | ---- | ---------- | ------- |
|                         | Partido Socialista                | 43 952  | 34,60 / 100,00  | 6,45 | 4 / 11     | 1       |
|                         | Coligação Democrática Unitária    | 36 956  | 28,81 / 100,00  | 1,27 | 4 / 11     | Estável |
|                         | Partido Social Democrata          | 34 394  | 27,08 / 100,00  | -    | 3 / 11     | -       |
|                         | Partido Popular                   | 4 675   | 3,68 / 100,00   | -    | 0 / 11     | -       |
|                         | Movimento Partido da Terra        | 1 461   | 1,15 / 100,00   | Novo | 0 / 11     | Novo    |
|                         | Partido da Solidariedade Nacional | 990     | 0,78 / 100,00   | Novo | 0 / 11     | Novo    |
|                         | PCTP/MRPP                         | 717     | 0,56 / 100,00   | 0,71 | 0 / 11     | Estável |
| Votos Inválidos         | Votos Inválidos                   | 4 230   | 3,33 / 100,00   | 0,63 |            |         |
| Total                   | Total                             | 127 015 | 100,00 / 100,00 |      | 11 / 11    |         |
| Eleitorado/Participação | Eleitorado/Participação           | 215 821 | 58,85 / 100,00  | 9,32 |            |         |

### Sobral de Monte Agraço
| Partido                 | Partido                        | Votos | %               | +/-  | Vereadores | +/-     |
| ----------------------- | ------------------------------ | ----- | --------------- | ---- | ---------- | ------- |
|                         | Coligação Democrática Unitária | 2 891 | 65,79 / 100,00  | 0,83 | 4 / 5      | Estável |
|                         | Partido Social Democrata       | 814   | 18,53 / 100,00  | 0,55 | 1 / 5      | Estável |
|                         | Partido Socialista             | 501   | 11,40 / 100,00  | 1,23 | 0 / 5      | Estável |
| Votos Inválidos         | Votos Inválidos                | 188   | 4,28 / 100,00   | 0,96 |            |         |
| Total                   | Total                          | 4 394 | 100,00 / 100,00 |      | 5 / 5      |         |
| Eleitorado/Participação | Eleitorado/Participação        | 6 646 | 66,11 / 100,00  | 1,10 |            |         |

### Torres Vedras
| Partido                 | Partido                        | Votos  | %               | +/-  | Vereadores | +/-     |
| ----------------------- | ------------------------------ | ------ | --------------- | ---- | ---------- | ------- |
|                         | Partido Socialista             | 14 629 | 43,37 / 100,00  | 4,40 | 4 / 9      | 1       |
|                         | Partido Social Democrata       | 10 038 | 29,76 / 100,00  | 0,78 | 3 / 9      | Estável |
|                         | Coligação Democrática Unitária | 6 351  | 18,83 / 100,00  | 3,23 | 2 / 9      | 1       |
|                         | Partido Popular                | 1 415  | 4,20 / 100,00   | 1,72 | 0 / 9      | Estável |
| Votos Inválidos         | Votos Inválidos                | 1 296  | 3,85 / 100,00   | 0,24 |            |         |
| Total                   | Total                          | 33 729 | 100,00 / 100,00 |      | 9 / 9      |         |
| Eleitorado/Participação | Eleitorado/Participação        | 56 144 | 60,08 / 100,00  | 3,39 |            |         |

### Vila Franca de Xira
| Partido                 | Partido                        | Votos  | %               | +/-  | Vereadores | +/-     |
| ----------------------- | ------------------------------ | ------ | --------------- | ---- | ---------- | ------- |
|                         | Coligação Democrática Unitária | 19 805 | 39,93 / 100,00  | 3,46 | 4 / 9      | Estável |
|                         | Partido Socialista             | 16 259 | 32,78 / 100,00  | 5,10 | 3 / 9      | Estável |
|                         | Partido Social Democrata       | 9 273  | 18,70 / 100,00  | 2,44 | 2 / 9      | Estável |
|                         | Partido Popular                | 1 874  | 3,78 / 100,00   | 1,58 | 0 / 9      | Estável |
|                         | PCTP/MRPP                      | 652    | 1,31 / 100,00   | 0,54 | 0 / 9      | Estável |
| Votos Inválidos         | Votos Inválidos                | 1 736  | 3,50 / 100,00   | 0,25 |            |         |
| Total                   | Total                          | 49 599 | 100,00 / 100,00 |      | 9 / 9      |         |
| Eleitorado/Participação | Eleitorado/Participação        | 83 124 | 59,67 / 100,00  | 2,99 |            |         |